# أحمد هيثم
أحمد هيثم (الديفهية: އަޙްމަދު ޚައިތަމް؛ ولد17 سبتمبر 1980) هو سياسي مالديفي وعضو سابق في البرلمان، معروف بدفاعه عن العدالة الاجتماعية ورعاية الطفل وجهود مكافحة الفساد. وهو عضو سابق في مجلس الشعب ممثلاً لدائرة جنوب ماشانجولهي. انتخب في عام 2019، وظل في منصبه حتى عام 2024. في عام 2023، وسط الخلافات الحزبية الداخلية، استقال من الحزب الديمقراطي المالديفي (MDP) وانضم لاحقًا إلى المؤتمر الوطني الشعبي. كان هيثم معروفًا بدوره النشط في مجال العدالة الاجتماعية ورعاية الأطفال والقضايا المتعلقة بالصحة أثناء فترة ولايته. يعود إليه الفضل في تنظيم حظر المالديف على جوازات السفر الإسرائيلية بالإضافة إلى الكشف عن فساد رفيع المستوى في شراء أجهزة التنفس الصناعي لكوفيد-19، مما أدى إلى الإطاحة بوزير الصحة. في 17 ديسمبر 2023، خلال فترة عمله كعضو في البرلمان، تم انتخاب أحمد هيثم لعضوية اللجنة التنفيذية للمنظمة العالمية للبرلمانيين ضد الفساد، حيث شغل منصب أمين الخزانة في البلاد.